# Harpactea innupta
Harpactea innupta là một loài nhện trong họ Dysderidae.
Loài này thuộc chi Harpactea. Harpactea innupta được miêu tả năm 1997 bởi Beladjal & Robert Bosmans.